# Hardy Point
Hardy Point är en udde i Sydgeorgien och Sydsandwichöarna (Storbritannien). Den ligger i den sydöstra delen av Sydgeorgien och Sydsandwichöarna.
Terrängen inåt land är huvudsakligen bergig, men den allra närmaste omgivningen är platt.  Det finns inga samhällen i närheten. 